# KK’s Priest
KK’s Priest – brytyjsko-amerykański zespół heavymetalowy, utworzony w 2019, w którego składzie znaleźli się byli członkowie Judas Priest: gitarzysta K.K. Downing, wokalista Tim Owens i perkusista Les Binks a także gitarzysta A.J. Mills i gitarzysta basowy  Tony Newton. Zespół opublikował dwa studyjne albumy.

## Dyskografia
- Sermons of the Sinner (2021)[2]
- The Sinner Rides Again (2023)[3]